# Fang Bo
Fang Bo (chinesisch 方博, Pinyin Fāng Bó; * 9. Januar 1992 in Tongcheng (Xianning)) ist ein chinesischer Tischtennisspieler.

## Werdegang
Er gewann 2009 bei den Junior Weltmeisterschaften alle vier Titel (Einzel, Doppel, Mixed, Team).
2015 wurde er Vizeweltmeister und bezwang unter anderem Zhang Jike und Xu Xin, verlor aber das Finale 2:4 gegen Ma Long. Wegen starker chinesischer Konkurrenz war er aber selten auf internationaler Bühne zu sehen.

## Verlauf der Position in der Weltrangliste

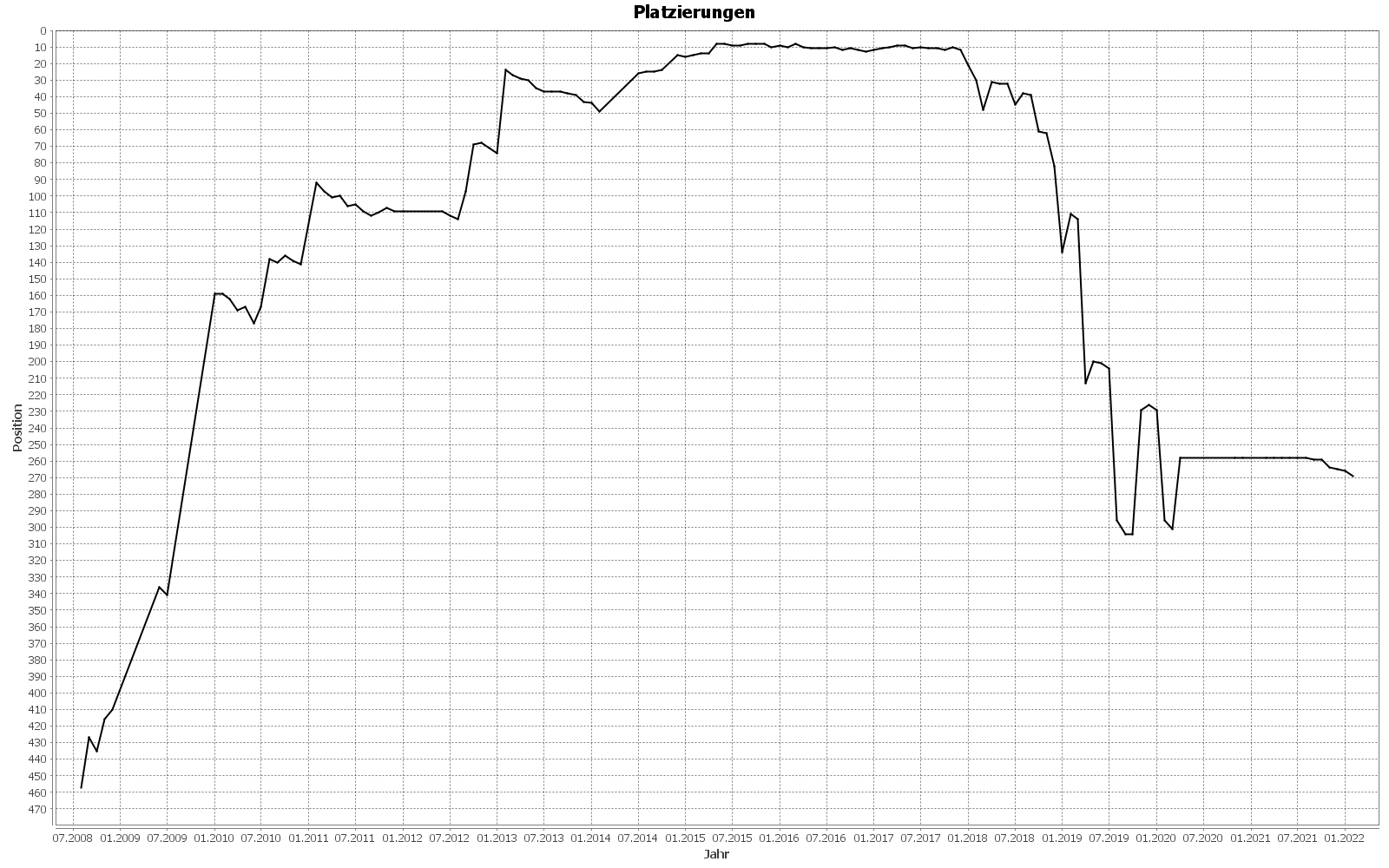

Stand 02/2022

## Turnierergebnisse
| Verband | Veranstaltung            | Jahr | Ort                 | Land | Einzel        | Doppel        | Mixed      | Team | U-21      |
| ------- | ------------------------ | ---- | ------------------- | ---- | ------------- | ------------- | ---------- | ---- | --------- |
| CHN     | Asienmeisterschaft       | 2017 | Wuxi                | CHN  |               | Silber        | Halbfinale |      |           |
| CHN     | Asienmeisterschaft       | 2015 | Pattaya             | THA  | Viertelfinale |               | Letzte 16  |      |           |
| CHN     | World Tour               | 2020 | Doha                | QAT  | Letzte 128    |               |            |      |           |
| CHN     | World Tour               | 2020 | Magdeburg           | GER  | Letzte 128    |               |            |      |           |
| CHN     | World Tour               | 2019 | Bremen              | GER  | Qual.         |               |            |      |           |
| CHN     | World Tour               | 2019 | Stockholm           | SWE  | Letzte 32     |               |            |      |           |
| CHN     | World Tour               | 2019 | Budapest            | HUN  | Letzte 16     |               |            |      |           |
| CHN     | World Tour               | 2018 | Daejeon             | KOR  | Letzte 32     |               |            |      |           |
| CHN     | World Tour               | 2018 | Shenzhen            | CHN  | Letzte 64     |               |            |      |           |
| CHN     | World Tour               | 2018 | Doha                | QAT  | Letzte 16     | Halbfinale    |            |      |           |
| CHN     | World Tour               | 2017 | Stockholm           | SWE  | Halbfinale    |               |            |      |           |
| CHN     | World Tour               | 2017 | Linz                | AUT  | Halbfinale    | Halbfinale    |            |      |           |
| CHN     | World Tour               | 2017 | Tokio               | JPN  | Viertelfinale |               |            |      |           |
| CHN     | World Tour               | 2017 | Doha                | QAT  | Halbfinale    |               |            |      |           |
| CHN     | World Tour               | 2017 | Budapest            | HUN  | Viertelfinale | Gold          |            |      |           |
| CHN     | World Tour               | 2016 | Chengdu             | CHN  | Letzte 16     |               |            |      |           |
| CHN     | World Tour               | 2016 | Incheon             | KOR  | Viertelfinale |               |            |      |           |
| CHN     | World Tour               | 2016 | Tokio               | JPN  | Letzte 16     |               |            |      |           |
| CHN     | World Tour               | 2016 | Berlin              | GER  | Viertelfinale | Letzte 16     |            |      |           |
| CHN     | World Tour               | 2015 | Stockholm           | SWE  | Letzte 32     | Gold          |            |      |           |
| CHN     | World Tour               | 2015 | Chengdu             | CHN  | Viertelfinale | Silber        |            |      |           |
| CHN     | World Tour               | 2015 | Kobe                | JPN  | Letzte 16     | Letzte 16     |            |      |           |
| CHN     | World Tour               | 2015 | Bremen              | GER  | Letzte 32     | Letzte 16     |            |      |           |
| CHN     | World Tour               | 2015 | Kuwait City         | KUW  | Letzte 16     | Viertelfinale |            |      |           |
| CHN     | World Tour               | 2014 | Stockholm           | SWE  | Silber        | Halbfinale    |            |      |           |
| CHN     | World Tour               | 2014 | Incheon City        | KOR  | Silber        | Letzte 16     |            |      |           |
| CHN     | World Tour               | 2013 | Kuwait City         | KUW  | Letzte 32     | Letzte 16     |            |      |           |
| CHN     | World Tour               | 2013 | Wels                | AUT  | Gold          | Letzte 16     |            |      |           |
| CHN     | Pro Tour                 | 2012 | Jeketarinburg       | RUS  | Halbfinale    | Gold          |            |      |           |
| CHN     | Pro Tour                 | 2012 | Suzhou              | CHN  | Letzte 16     | Viertelfinale |            |      |           |
| CHN     | Pro Tour                 | 2012 | Incheon City        | KOR  | Letzte 16     | Halbfinale    |            |      |           |
| CHN     | Pro Tour                 | 2011 | Velenje             | SLO  | Letzte 32     | Halbfinale    |            |      |           |
| CHN     | Pro Tour                 | 2009 | Warschau            | POL  | Letzte 64     | Viertelfinale |            |      | Letzte 16 |
| CHN     | World Tour Grand Finals  | 2017 | Astana              | KAZ  | Viertelfinale |               |            |      |           |
| CHN     | Weltmeisterschaft        | 2017 | Düsseldorf          | GER  |               |               | Halbfinale |      |           |
| CHN     | Weltmeisterschaft        | 2016 | Kuala Lumpur        | MAS  |               |               |            | Gold |           |
| CHN     | Weltmeisterschaft        | 2015 | Suzhou              | CHN  | Silber        |               |            |      |           |
| CHN     | Weltmeisterschaft        | 2013 | Paris               | FRA  |               | Letzte 16     |            |      |           |
| CHN     | World Team Cup           | 2015 | Dubai               | UAE  |               |               |            | Gold |           |
| CHN     | Jugend-Weltmeisterschaft | 2009 | Cartagena de Indias | COL  | Gold          | Gold          | Gold       | Gold |           |
| CHN     | Jugend-Weltmeisterschaft | 2008 | Madrid              | ESP  | Letzte 32     | Viertelfinale | Letzte 16  | Gold |           |